# Sciopolina bonniae
Sciopolina bonniae är en tvåvingeart som beskrevs av Irwin 1974. Sciopolina bonniae ingår i släktet Sciopolina och familjen styltflugor. Inga underarter finns listade i Catalogue of Life.